# Каза Цуколи (Модена)
Каза Цуколи је насеље у Италији у округу Модена, региону Емилија-Ромања.
Према процени из 2011. у насељу је живело 25 становника. Насеље се налази на надморској висини од 31 м.